# KLJ-5

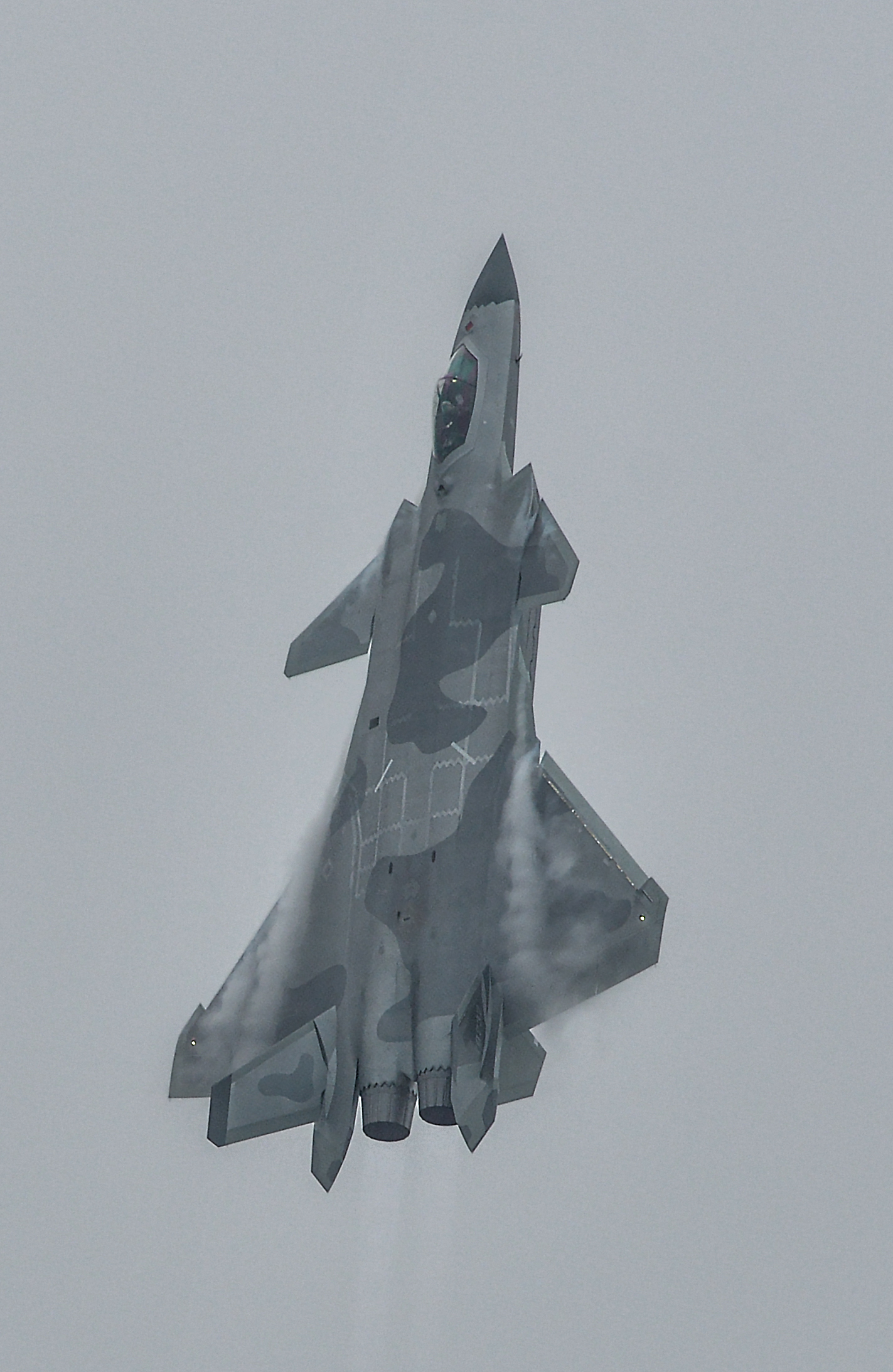
KLJ-5 레이더를 탑재한 J-20 전투기의 모습이다.

KLJ-5는 중국 5세대 전투기 청두 J-20의 레이다다. 중국이 자체개발한 AESA 레이다로 1,800개 모듈로 구성되어 있다.

## 역사

### 성능에 대한 의심
2000년대부터 세계 언론에 의해 널리 알려지기 시작한 청두 J-20은 세간의 이목을 끌었다. 전통적인 과학기술과 제조업 강국 미국, 일본, 유럽이 아닌 중국이 5세대 전투기를 만들었다는 것은 언론들을 떠들석하게 했다. 그러나 2018년 인도군이 J-20을 레이더로 탐지하고 "일반 전투기와 레이더 상에서 별반 다를게 없다. 전혀 스텔스가 아니다."라고 밝힌 사건처럼 J-20의 성능에 대한 의심이 이어지고 있다.

### KLJ-5의 성능
KLJ-5는 1,760개의 T/R 소자로 구성된 AESA 레이더다. PESA가 아니여서 처리속도도 빠르고 서구권 레이다와 비교할 때 하드웨어 성능이 뒤처지지 않는다는 평가도 많다. 아울러 KLJ-5는 16개 표적을 동시에 조준할 수 있는 능력을 가졌다. 하드웨어 스펙이 높을지라도, 소프트웨어 개발도 중요하다. F-35 역시 2006년에 하드웨어는 대부분 만들었지만, 소프트웨어 개발기간이 길어져서 장기화되버리는 바람에 오류를 수정하고 소프트웨어를 성숙화시키는데에만 많은 시간을 쏟았다. 결국 F-35는 2010년대 중반 이후에야 수출길이 열렸다.

#### 레이더 탐지거리에 대한 의혹
최대 탐지거리가 270km~280km, 서방국가 기준 소형 전투기가 표적일 시, 레이더 탐지거리는 160km~170km로, 160km 정도인 F-35 라이트닝 II와 비슷한 수준인 셈이다. 미국의 최신형 전투기와 레이더 탐지거리가 비슷하긴 하나, J-20은 대형 전투기이다. 엔진도 쌍발이고 도합 68,000 파운드의 추력을 낸다. F-35는 44,000 파운드의 단발 엔진 1개가 전부다. 레이더 탐지거리란 전기 출력량에 따라 달렸다. 따라서 전투기가 공중에서 작전 중엔 엔진에서 뽑혀지는 전력량에 달렸다. 중국의 기술력이 열세이긴 하나, 전투기 체급이 F-35를 훨씬 능가하므로 레이더 탐지거리가 길 수도 있다.
| 국가   | 엔진명    | 추력(애프터버너) | 탑재기종                |
| ------ | --------- | ---------------- | ----------------------- |
| 중국   | WS-15     | 44,000 파운드    | 개발중                  |
| 미국   | F135      | 40,000 파운드    | F-35 라이트닝 II        |
| 미국   | F119      | 35,000 파운드    | F-22 랩터               |
| 중국   | WS-10G    | 34,000 파운드    | 청두 J-20               |
| 일본   | XF9-1     | 33,000 파운드    | F-3                     |
| 러시아 | AL-41F1   | 33,000 파운드    | 수호이 Su-57            |
| 러시아 | AL-31F M2 | 32,600 파운드    | 청두 J-20, 수호이 Su-34 |
| 러시아 | AL-41F 1S | 31,900 파운드    | 수호이 Su-35S           |

## 제원
- 이름 : KLJ-5
- 지상맵핑(Mapping) : 미확인
- GMTI 표적 추적거리 : 미확인
- 전투기 크기 표적 탐지거리 : 10 sqm 목표물 기준, 250km~270km(추정)
- 모듈 소자 : 1,800개
- 탑재기종 : J-20

| 보유국   | 전투기 | 레이더       | 1 sqm 탐지거리 |
| -------- | ------ | ------------ | -------------- |
| 일본     | F-3    | J/APG-3      | 400km          |
| 미국     | F-22   | AN/APG-77    | 200km          |
| 일본     | F-15J  | AN/APG-82    | 200km          |
| 러시아   | Su-57  | NIIP Radar   | 190km          |
| 러시아   | Su-35S | Irbis-E      | 180km          |
| 중국     | J-20   | KLJ-5        | 170km          |
| 미국     | F-35A  | AN/APG-81    | 160km          |
| 일본     | F-2    | J/APG-2      | 150km          |
| 러시아   | Su-30  | Bars radar   | 140km          |
| 대한민국 | F-15K  | AN/APG-63(1) | 120km          |
| 대한민국 | KFX    | KFX 레이더   | 120km          |
| 중국     | J-11B  | N001 VEP     | 115km          |
| 미국     | F-15A  | AN/APG-63    | 110km          |
| 러시아   | Su-27  | N001         | 75km           |
| 러시아   | Mig-29 | Zhuk         | 45km           |

## 같이 보기
- KLJ-7
- KLJ-3
- V004
- N001